# Sébastien Noirot
Pour les articles homonymes, voir Noirot.
Sébastien Noirot est un joueur français de volley-ball né le 24 août 1986 à Toulouse. Il mesure 1,93 m et joue attaquant.

## Clubs
| Club                 | Pays   | De        | À         |
| -------------------- | ------ | --------- | --------- |
| Spacer's de Toulouse | France | 2007-2008 | 2008-2009 |